# 瓦氏赤羚
瓦氏赤羚（學名Kobus vardonii）是在剛果南部及贊比亞的濕草原上發現的羚羊。
瓦氏赤羚站立時身高約80厘米，體重60-70公斤。牠全身呈沙啡色，下腹部呈淺啡色。雄性有著長約50厘米的羚角，形狀彷如豎琴。
瓦氏赤羚生活在接近沼澤的草原上，以當中的草為食物。牠們是「曙暮性動物」，活躍於早上或接近黃昏時段。當處於驚慌時，會不斷的尖叫。約20頭雌性會聚集成族群，並且在雨季集合至50頭以上，以保安全。雄性會保護自己的疆界，以圖讓雌性族群留在這疆界內。